# Ctiněves
Ctiněves là một làng thuộc huyện Litoměřice, vùng Ústecký, Cộng hòa Séc.